# Аракату
Аракату (порт. Aracatu)  —  муниципалитет в Бразилии, входит в штат Баия. Составная часть мезорегиона Юго-центральная часть штата Баия. Входит в экономико-статистический микрорегион Брумаду. Население составляет 15 511 человек на 2006 год. Занимает площадь 1535,887 км². Плотность населения — 10,1 чел./км².

## Статистика
- Валовой внутренний продукт на 2003 год составляет 24 073 680,00 реалов (данные: Бразильский институт географии и статистики).
- Валовой внутренний продукт на душу населения на 2003 год составляет 1552,94 реала (данные: Бразильский институт географии и статистики).
- Индекс развития человеческого потенциала на 2000 год составляет 0,596 (данные: Программа развития ООН).

## География
Климат местности: полупустыня.